# Armoriale dei comuni della provincia di Fermo

Stemma della Provincia di Fermo

Questa pagina contiene le armi (stemmi e blasonature) dei comuni della provincia di Fermo.
| Stemma                                                     | Comune e blasonatura | Gonfalone e bandiera               |
| ---------------------------------------------------------- | --- | ---------------------------------- |
| Stemma in versione sannitica Stemma precedentemente in uso | Altidona Gonfalone: drappo di rosso… |                                    |
|                                                            | Amandola Di rosso, alla rovere d'oro, con i rami decussati e ridecussati, nodrita su di un monte all'italiana di sei colli dello stesso, terrazzato di verde. D.P.R. del 27 giugno 1983 Gonfalone: Drappo partito di giallo e di rosso… |                                    |
|                                                            | Belmonte Piceno D'azzurro, a tre colli all'italiana d'oro, quelli inferiori posti in banda e in sbarra, con i segmenti di base che si toccano in un solo punto, e sostenenti il colle centrale posto nel cuore dello scudo. D.P.R. dell'11 ottobre 1983 Gonfalone: Drappo di giallo… |                                    |
| Stemma nella versione sannitica                            | Campofilone Gonfalone: drappo di azzurro… |                                    |
|                                                            | Falerone Stemma raffigurante elmo e corazza con la scritta S.P.Q.F. (descrizione non araldica) Gonfalone: drappo di rosso… |                                    |
| Versione aulica                                            | Fermo Gonfalone: drappo di azzurro… |                                    |
|                                                            | Francavilla d'Ete Gonfalone: drappo partito di bianco e di rosso… |                                    |
|                                                            | Grottazzolina D'argento, alla muraglia di rosso, mattonata di nero, chiusa dello stesso, uscente dai fianchi dello scudo e fondata sulla pianura di verde, essa muraglia sostenente centralmente la torre di rosso, mattonata di nero, merlata alla guelfa di quattro, due merli a destra della torre, due a sinistra. D.P.R. del 9 settembre 1999 Gonfalone: drappo troncato di verde e di bianco… |                                    |
|                                                            | Lapedona Gonfalone: drappo di rosso… | Altra raffigurazione del gonfalone |
|                                                            | Magliano di Tenna Di rosso, alla crocetta di otto punte e patente d'oro con i tagli delle punte ritondati, attraversata in cuore dal tortello, di azzurro, essa crocetta posta nel canton destro del capo. D.P.R. del 22 gennaio 2001 Gonfalone: drappo di azzurro… |                                    |
| Stemma nella versione sannitica                            | Massa Fermana Gonfalone: drappo di azzurro… |                                    |
|                                                            | Monsampietro Morico D'azzurro ai tre colli all'italiana di verde, uniti, fondati in punta, il colle centrale più largo e più alto, il colle posto a destra sostenente San Pietro, di carnagione, in maestà, con la testa leggermente volta a sinistra, aureolato d'oro, capelluto e barbuto d'argento, vestito con la tunica d'argento e con il manto di rosso, tenente con la mano destra le chiavi d'oro, poste in decusse, con gli ingegni all'ingiù, il colle posto a sinistra sostenente San Paolo, in maestà, di carnagione, con la testa leggermente volta a destra, aureolato d'oro, capelluto e barbuto di nero, vestito con la tunica di verde e con il manto di rosso, tenente con la mano destra la spada d'argento, posta in palo, con la punta all'ingiù, il tutto accompagnato in capo dalla crocetta patente, d'oro. D.P.R. del 26 aprile 1991 Gonfalone: drappo di giallo… |                                    |
|                                                            | Montappone D'azzurro, al San Giorgio con armatura d'argento e mantello svolazzante di rosso, impugnante una lancia d'argento con la quale trafigge la testa di un drago rivoltato di verde; il Santo è su cavallo baio, inalberato, con gualdrappa di rosso, bordata d'oro. Il tutto su terreno brullo al naturale. D.P.R. del 17 giugno 1975 Gonfalone: drappo troncato di rosso e di azzurro… |                                    |
|                                                            | Monte Giberto Gonfalone: drappo di azzurro… |                                    |
| Stemma in forma sannitica                                  | Monte Rinaldo D'azzurro, alla torre d'argento, aperta, finestrata e murata di nero, fondata sulla cima centrale di un monte di tre colli di verde al naturale. Gonfalone: drappo di azzurro… |                                    |
| Versione con il monte di verde, usata dal Comune           | Monte San Pietrangeli Campo di cielo, al monte all'italiana di sei colli, fondato in punta, sostenente il drago di due zampe, di verde, allumato e linguato di rosso, rovesciato, calpestato dall'Arcangelo Michele, con il viso, il collo, le braccia, le gambe di carnagione, i piedi calzati con stivaletti di cuoio al naturale, aureolato d'oro, capelluto dello stesso, con le ali di azzurro, vestito di rosso con sciarpa dello stesso, sventolante a destra, l'Arcangelo tenente con la mano destra la spada di argento, con la punta all'ingiù, posta in banda alzata, con la mano sinistra la bilancia di due coppe, dello stesso. Ornamenti esteriori da Comune. D.P.R. del 30 marzo 2004 Gonfalone: drappo di rosso… |                                    |
|                                                            | Monte Urano Gonfalone: drappo troncato di azzurro e di bianco… |                                    |
| Versione ANCI 2001                                         | Monte Vidon Combatte Gonfalone: drappo di azzurro… |                                    |
|                                                            | Monte Vidon Corrado D'argento, alla figura di uomo di carnagione, posto in maestà, vestito di marrone, impugnante con la mano destra un ramo di ulivo di verde, in palo, e sostenente con la mano sinistra un fortilizio di rosso; il tutto accompagnato in punta da tre monti di rosso all'italiana; il monte di destra sostiene un agnello rivolto, seduto e accostato ad un ramoscello di ulivo al naturale in sbarra; quello di sinistra è cimato da un ramo di ulivo fronzuto pure al naturale. D.P.R. del 31 luglio 1981 Gonfalone: drappo partito di bianco e di rosso… |                                    |
| Stemma in forma sannitica                                  | Montefalcone Appennino Su campo azzurro sei monti sovrapposti da piramide con un falco ad ali spiegate posato sul monte superiore ed in alto una croce bianca celtica. |                                    |
| Versione con il fondo di rosso                             | Montefortino Gonfalone: drappo partito di azzurro e di bianco… |                                    |
|                                                            | Montegiorgio D'azzurro, al San Giorgio rivoltato, il viso e le mani di carnagione, armato d'oro, elmo cimato da punte di rosso, con le mani afferra la lancia d'argento, posto in banda, il Santo cavalca il cavallo d'argento, rivoltato con finimenti neri, la lancia infilata nel ventre del drago di quattro zampe, di verde, rivoltato e semirovesciato con testa linguata e allumata di rosso, verso il Santo, con la ferita sanguinante, con la coda attorcigliata elicata posta a destra del cavallo che calpesta il drago con gli arti anteriori, il drago caricante la rupe d'oro movente dal fianco sinistro in sbarra ed estesa fino al fianco destro, fondata in punta il cavallo sostenuto dalla rupe e attraversante sulla catena, il tutto accompagnato dal monte all'italiana di sei colli, irregolari, centrale, posto in capo d'oro, cimato dalla crocetta greca di nero e accompagnato dalla fanciulla orante, con tunica rossa e mani e viso di carnagione, capelluta d'oro, inginocchiata sulla parete alta della rupe a sinistra. Sotto lo scudo su lista bifida di azzurro: MONTIS SANCTAE MARIAE IN GEORGIO FELIX TERRA. D.P.R. del 1º aprile 1999 Gonfalone: Drappo di giallo bordato di azzurro… |                                    |
|                                                            | Montegranaro Scudo di forma sannitica contenente in campo azzurro sei monti di colore verde sovrapposti (nel modo tre, due, uno) e tre spighe di grano in oro disposte sulla sommità. Lo scudo è sormontato da una corona turrita e cerchiata di colore argento con merli ghibellini. Gonfalone: Drappo partito di azzurro e di giallo… |                                    |
|                                                            | Monteleone di Fermo Di rosso, ai cinque colli all'italiana, fondati in punta, uniti, di azzurro, il colle centrale alto, i colli laterali bassi, i colli intermedi di altezza mediana, essi colli sostenenti il leone illeopardito, d'oro, allumato di rosso, con la zampa anteriore sinistra posta sul secondo colle, con la zampa posteriore destra posta sul quarto colle, con la zampa posteriore sinistra posta sul quinto colle. Ornamenti esteriori da Comune. D.P.R. del 25 gennaio 2005 Gonfalone: Drappo di giallo… D.P.R. del 25 gennaio 2005 |                                    |
|                                                            | Montelparo Scudo con sopra impresso S. Michele Arcangelo con in pugno spada e bilancia, e due chiavi incrociate. Gonfalone: drappo di azzurro… |                                    |
| Stemma in forma sannitica                                  | Monterubbiano Gonfalone: drappo di rosso ai due pali di bianco… |                                    |
|                                                            | Montottone Sette colli in campo azzurro, con stella sormontante il colle più alto, e con rami di quercia e di ulivo. Il tutto sormontato da elmo con pennacchi. Gonfalone: Drappo partito di giallo e di azzurro… |                                    |
|                                                            | Moresco Gonfalone: drappo di azzurro… |                                    |
|                                                            | Ortezzano D'oro, alle tre ortensie, di rosso, gambute e fogliate di due di verde, nodrite nei tre colli all'italiana, uniti, fondati in punta, di azzurro, il colle centrale più alto, le ortensie laterali nodrite in banda e in sbarra negli incavi tra i colli, l'ortensia centrale nodrita in palo nel colle centrale. Ornamenti esteriori da Comune. D.P.R. del 18 gennaio 2006 Gonfalone: Drappo partito di rosso e di azzurro… |                                    |
| Stemma in forma sannitica                                  | Pedaso D'azzurro, alla torre merlata di tre d'oro, aperta del campo, finestrata e murata di nero, cimata dalla croce latina pure d'oro, alle chiavi pontificie legate di rosso attraversanti il piede della croce. Gonfalone: drappo di azzurro… |                                    |
|                                                            | Petritoli Di rosso, alla fascia diminuita, di argento, caricata da tre losanghe coricate, di azzurro, accompagnata in capo dalla croce patente, scorciata, di argento; in punta dai tre colli all'italiana, uniti, di verde, il centrale più alto e più largo, fondati in punta. Ornamenti esteriori da Comune. D.P.R. del 28 settembre 2007 Gonfalone: Drappo di azzurro… |                                    |
|                                                            | Ponzano di Fermo D'azzurro al colle all'italiana accompagnato da due simili colli, più esigui uno a destra, l'altro a sinistra di verde, i colli fondati sulla pianura diminuita di rosso e sormontati da tre comete d'oro, ordinate in scaglione, ognuna formata dalla stella di cinque punte e dalla coda di cinque raggi, essa coda posta in palo all'ingiù. D.P.R. del 30 agosto 2000 Gonfalone: Drappo di rosso… D.P.R. del 30 agosto 2000 |                                    |
|                                                            | Porto San Giorgio Di rosso, alla croce patente d'argento, posta nel canton destro del capo. D.P.R. del 10 novembre 1953 Gonfalone: Drappo partito di rosso e di bianco… |                                    |
|                                                            | Porto Sant'Elpidio D'azzurro ad una barca al naturale veleggiante in mare ondato di verde e d'argento; nel canton destro del capo un sole d'oro raggiato di 16, il tutto innalzato da una campagna di rosso, caricata di un'ape d'oro. Sotto lo scudo, in cartiglio d'azzurro con le estremità bifide, la legenda in caratteri di nero: "IN LITORE FULGET". D.P.R. del 19 maggio 1965 Gonfalone: Drappo troncato di rosso e di azzurro… |                                    |
| Stemma nella versione aulica                               | Rapagnano Gonfalone: Drappo di azzurro… |                                    |
| Stemma in uso precedentemente                              | Sant'Elpidio a Mare Campo di cielo, al Sant'Elpidio, il viso e il busto in maestà, il viso, il collo, le mani, le gambe di carnagione, con elmo e con corazza di acciaio al naturale, con manto svolazzante di rosso, il Santo aureolato d'oro, i piedi calzati con calighe di nero, tenente con la mano destra la asta di nero posta in banda, munita del vessillo bifido di rosso, svolazzante a destra, caricato dalla croce di otto punte e patente, di argento, il Santo cavalcante il cavallo d'argento, imbrigliato di rosso, rivoltato, con gli arti anteriori sollevati, con gli arti posteriori sostenuti dalla nube d'argento, la nube accompagnata a destra dalle chiavi pontificie, decussate, con gli ingegni all'insù, d'oro, a sinistra dalla stella di sette raggi, dello stesso; il Santo accompagnato in punta dalla cortina di muro uscente dai fianchi e fondata in punta, merlata alla ghibellina, aperta centralmente con arco a tutto sesto, del campo, munita di due torri di due palchi, ogni palco merlato alla ghibellina di tre, i palchi superiori finestrati del campo e muniti di cuspide, i palchi inferiori muniti ciascuno di una nicchia, la parte centrale della cortina merlata di tre merli e di due semimerli, questi addossati alle torri, le parti laterali della cortina merlate ciascuna di tre, il tutto d'argento e murato di nero. Sotto lo scudo, su lista bifida e svolazzante di azzurro, il motto, in lettere maiuscole di nero, NOMINE NUMINE ET ARMIS. Ornamenti esteriori da Città. D.P.R. del 7 marzo 2001 Gonfalone: drappo di bianco alla bordura di azzurro… |                                    |
|                                                            | Santa Vittoria in Matenano Leone in argento, in campo azzurro; Le chiavi d'oro e d'argento, in scudetto argentato. La chiesa - castello con due torri laterali. Gonfalone: drappo di bianco… |                                    |
| Stemma in uso                                              | Servigliano D'azzurro, al leone di San Marco, rivoltato, fermo su terrazzo di verde. D.P.R. del 21 maggio 1974 Gonfalone: drappo partito di azzurro e di giallo… |                                    |
|                                                            | Smerillo Uno scudo su cui sono, raffigurati sei monti, sovrapposti a piramide, con un falco (lo smeriglio) posato sul monte superiore. Lo scudo copre parzialmente una lorica sormontata, da un elmo con pennacchi. Lo stemma è contornato da quattro bandiere, due per lato. A sinistra dell'immagine, la bandiera in alto è rossa con croce latina gialla al centro; quella sottostante ha una banda orizzontale bianca tra due gialle. La bandiera di destra posta in alto è bianca con croce latina rossa; Quella sottostante ha una banda gialla tra due bianche. Lo scudo si completa con due sciabole incrociate e una scritta sottostante con le parole sovrapposte "SIGNUM COMUNITATIS SMERILLI". Gonfalone: drappo di bianco… |                                    |
|                                                            | Torre San Patrizio Gonfalone: drappo partito di bianco e di azzurro… |                                    |